# Ксенофонтов, Тимофей Иванович
Ксенофонтов Тимофей Иванович (24 февраля 1912 — 1 января 1990, Ленинград) — российский советский живописец и график, член Ленинградского Союза художников.

## Биография
Родился 24 февраля 1912 года.
Учился в 1932—1938 на живописном факультете в ИЖСА. Окончил институт по батальной мастерской Рудольфа Френца с присвоением звания художника живописи. Дипломная работа — картина «Первая Конная».
С 1938 участвовал в выставках. Писал портреты, тематические картины, пейзажи. В послевоенные годы также много занимался книжной графикой, иллюстрировал русские народные сказки, книгу М. Дудина «Ленинградское метро» и другие. Среди созданных произведений картины «Возвращение стада» (1964), «Подвиг восьми героев» (1970), «Табун» (1974), «Бойцы интернациональной бригады» (1980) и другие.
Скончался в 1990 году в Ленинграде.
Произведения Т. И. Ксенофонтова находятся в музеях и частных собраниях в России и за рубежом.